# 가우스 합성
이차 형식 이론에서, 가우스 합성(Gauß合成, 영어: Gauss composition)은 2항 이차 형식의 동치류 집합에 정의될 수 있는 아벨 군 구조이다.

## 정의

### 이차 형식
가환환 {\displaystyle R} 위의 2차 자유 가군 {\displaystyle R^{2}} 위의 두 이차 형식
{\displaystyle Q,Q'\colon R^{2}\to R}
이 다음 조건을 만족시킨다면 서로 동치라고 하자.
{\displaystyle Q\sim Q'\iff \exists M\in \operatorname {GL} (2;R),r\in R^{\times }=\operatorname {GL} (1;R)\colon rQ(M(-))=Q'}
이에 따라, 이차 형식은 사실 임의의 1차 {\displaystyle R}-자유 가군 {\displaystyle L}의 값을 갖는 함수
{\displaystyle Q\colon V\to L}
로 생각할 수 있다. 이와 같은 함수들의 공간은
{\displaystyle Q\in \operatorname {Sym} _{R}^{2}V^{*}\otimes _{R}L=L\otimes _{R}{\frac {V^{*}\otimes _{R}V^{*}}{(u\otimes _{R}v-v\otimes _{R}u)_{u,v\in V^{*}}}}}
이다.
보다 일반적으로, 임의의 스킴 {\displaystyle (X,{\mathcal {O}}_{X})} 위의 계수 2의 {\displaystyle {\mathcal {O}}_{X}}-국소 자유 가군층 {\displaystyle V} 및 {\displaystyle {\mathcal {O}}_{X}}-가역 가군층 {\displaystyle L}이 주어졌을 때, {\displaystyle V} 위의 {\displaystyle L} 값의 이차 형식
{\displaystyle Q\in \Gamma (X;\operatorname {Sym} _{{\mathcal {O}}_{X}}^{2}(V)\otimes _{{\mathcal {O}}_{X}}L)}
은 {\displaystyle {\mathcal {O}}_{X}}-가군층 {\displaystyle \operatorname {Sym} _{{\mathcal {O}}_{X}}^{2}(V)\otimes _{{\mathcal {O}}_{X}}L}의 단면이다.

#### 판별식
만약 {\displaystyle R}가 국소환일 경우, 그 위의 2차 자유 가군 {\displaystyle R^{2}} 위의 이차 형식
{\displaystyle Q\colon R^{2}\to R}
{\displaystyle Q(x,y)=ax^{2}+bxy+cy^{2}}
의 판별식은 {\displaystyle \operatorname {Disc} (Q)=b^{2}-4ac}이다.
보다 일반적으로, 스킴 {\displaystyle (X,{\mathcal {O}}_{X})} 위의, 2차 {\displaystyle {\mathcal {O}}_{X}}-국소 자유 가군층 {\displaystyle {\mathcal {M}}} 위의, {\displaystyle {\mathcal {O}}_{X}}-가역층 {\displaystyle {\mathcal {L}}} 값의 이차 형식
{\displaystyle Q\in \Gamma (\operatorname {Sym} _{{\mathcal {O}}_{X}}^{2}(M^{*})\otimes _{{\mathcal {O}}_{X}}{\mathcal {L}})}
의 판별식 {\displaystyle \operatorname {Disc} (Q)}는 국소적으로 위와 같이 주어지며, 대역적으로 이는 다음과 같은 {\displaystyle {\mathcal {O}}_{X}}-가역층의 대역적 단면을 이룬다.
{\displaystyle \operatorname {Disc} (Q)\in \Gamma \left(X;\left(\operatorname {Sym} _{{\mathcal {O}}_{X}}^{2}(M^{*})\otimes _{{\mathcal {O}}_{X}}{\mathcal {L}}\right)^{\otimes 2}\right)}

### 이차 대수
가환환 {\displaystyle R} 위의 이차 대수(영어: quadratic algebra) {\displaystyle R\to A}는 다음과 같은 가환  {\displaystyle R}-결합 대수이다.
- 임의의 소 아이디얼 {\displaystyle {\mathfrak {p}}\in \operatorname {Spec} R}에 대하여 {\displaystyle A\otimes _{R}R_{\mathfrak {p}}}는 2차 {\displaystyle R_{\mathfrak {p}}}-자유 가군이다. (즉, {\displaystyle A}는 계수 2의 {\displaystyle R}-평탄 가군이다.)

{\displaystyle R} 위의 이차 대수 {\displaystyle A} 위의 가군 {\displaystyle M}이 다음 조건을 만족시킨다면, 대각합 가능 가군(영어: traceable module)이라고 한다.
- {\displaystyle M}은 {\displaystyle R} 위의 계수 2의 평탄 가군이다.
- 임의의 원소 {\displaystyle a\in A}에 대하여, 다음 두 함수가 일치한다.
{\displaystyle \operatorname {tr} _{A/R}\colon A\to R}
{\displaystyle \operatorname {tr} _{A/R}\colon a\mapsto \operatorname {tr} _{R}(a\cdot \colon A\to A)}
{\displaystyle \operatorname {tr} _{M/R}\colon A\to R}
{\displaystyle \operatorname {tr} _{M/R}\colon a\mapsto \operatorname {tr} _{R}(a\cdot \colon M\to M)}

보다 일반적으로, 임의의 스킴 {\displaystyle (X,{\mathcal {O}}_{X})} 위의 이차 대수층은 {\displaystyle {\mathcal {O}}_{X}}-가환 대수층 가운데 2차 {\displaystyle {\mathcal {O}}_{X}}-국소 자유 가군층을 이루는 것이다. 이차 대수층 {\displaystyle {\mathcal {A}}} 위의 대각합 가능 가군층 {\displaystyle {\mathcal {M}}}은 {\displaystyle {\mathcal {A}}}-가군층 가운데, 다음 두 조건을 만족시키는 것이다.
- {\displaystyle {\mathcal {O}}_{X}}-가군층으로서 계수 2의 국소 자유 가군층이다.
- 임의의 열린집합 {\displaystyle U\subseteq X}의 단면 {\displaystyle a\in \Gamma (U;{\mathcal {A}})}에 대하여, 다음 두 함수가 일치한다.
{\displaystyle \operatorname {tr} _{{\mathcal {A}}/{\mathcal {O}}_{X}}\colon \Gamma (U;{\mathcal {A}})\to \Gamma (U;{\mathcal {O}}_{X})}
{\displaystyle \operatorname {tr} _{{\mathcal {A}}/{\mathcal {O}}_{X}}\colon a\mapsto \operatorname {tr} _{\Gamma (U;{\mathcal {O}}_{X})}(a\cdot \colon A\to A)}
{\displaystyle \operatorname {tr} _{{\mathcal {M}}/{\mathcal {O}}_{X}}\colon A\to R}
{\displaystyle \operatorname {tr} _{{\mathcal {M}}/{\mathcal {O}}_{X}}\colon a\mapsto \operatorname {tr} _{\Gamma (U;{\mathcal {O}}_{X})}(a\cdot \colon M\to M)}

두 {\displaystyle A}-가군 {\displaystyle M,M'}이 주어졌을 때, 텐서곱 {\displaystyle M\otimes _{A}M'}을 정의할 수 있으므로, {\displaystyle A}-가군들의 동형류들은 가환 모노이드를 이룬다. {\displaystyle A}-가역 가군 (즉, 1차원 자유 가군)의 경우, 이는 아벨 군을 이룬다.

#### 판별식
스킴 {\displaystyle (X,{\mathcal {O}}_{X})} 위의 이차 대수층 {\displaystyle {\mathcal {A}}} 위의 대각합 가능 가군층 {\displaystyle {\mathcal {M}}}의 판별식은 대각합 사상
{\displaystyle \operatorname {tr} _{{\mathcal {A}}/{\mathcal {O}}_{X}}\colon {\mathcal {A}}\to {\mathcal {O}}_{X}}
의 행렬식
{\displaystyle \operatorname {Disc} ({\mathcal {A}},{\mathcal {M}})=\det \left(\operatorname {tr} _{{\mathcal {A}}/{\mathcal {O}}_{X}}\right)\in \Gamma \left(X;\left(\bigwedge ^{2}{\mathcal {A}}\right)^{\otimes (-2)}\right)}
이다. 이는 {\displaystyle {\mathcal {O}}_{X}}-가역층 {\displaystyle \textstyle \left(\bigwedge ^{2}{\mathcal {A}}\right)^{\otimes (-2)}}의 대역적 단면이다.

### 가우스 합성
임의의 가환환 {\displaystyle R} 및 그 위의 2차 자유 가군 {\displaystyle V=R^{2}}에 대하여, 다음 두 집합 사이에 표준적인 전단사 함수가 존재한다.
- {\displaystyle V} 위의 이차 형식들 {\displaystyle Q\colon V\to L}의 동치류들의 집합
- {\displaystyle R} 위의 이차 대수 {\displaystyle A}와 그 위의 대각합 가능 가군 {\displaystyle M}들의 동치류들의 집합

구체적으로, {\displaystyle (A,M)}이 주어졌을 때, 다음과 같은 자연스러운 {\displaystyle R}-가군 준동형을 생각하자.
{\displaystyle (A/R)\otimes _{R}\bigwedge ^{2}(M;R)\to \operatorname {Sym} ^{2}(M;R)}
{\displaystyle (a+R)\otimes _{R}(m\wedge _{R}m')\mapsto (am)\otimes _{R}m'-m\otimes _{R}(am')}
이는 {\displaystyle R}-가군
{\displaystyle \left((A/R)\otimes _{R}\bigwedge ^{2}(M;R)\to \operatorname {Sym} ^{2}(M;R)\right)^{*}\otimes _{R}\operatorname {Sym} ^{2}(M;R)}
의 원소를 정의하며, 이는 {\displaystyle M^{*}} 위에 정의된,
{\displaystyle L=\left((A/R)\otimes _{R}\bigwedge ^{2}(M;R)\to \operatorname {Sym} ^{2}(M;R)\right)^{*}}
값의 이차 형식을 이룬다.
또한, 이 대응성은 판별식을 보존한다. 이차 형식 {\displaystyle Q}가 원시 이차 형식(영어: primitive quadratic form)인 것은 {\displaystyle M}이 {\displaystyle A}-가역층을 이루는 것과 같으며, 따라서 주어진 판별식의 원시 이차 형식들은 텐서곱에 따라 아벨 군을 이룬다. 이를 가우스 합성이라고 한다.

## 예

### 정수환의 경우
{\displaystyle \mathbb {Z} } 위의 이차 형식의 {\displaystyle \operatorname {GL} (2;\mathbb {Z} )\times \operatorname {GL} (1;\mathbb {Z} )}-동치류는 다음과 같은 구조와 대응한다.
- 2차 {\displaystyle \mathbb {Z} }-환 {\displaystyle A_{D}}. 이는 그 판별식 {\displaystyle D\in 4\mathbb {Z} +\{0,1\}}으로부터 다음과 같이 결정된다.
{\displaystyle A_{D}={\begin{cases}\mathbb {Z} [t]/(t^{2})&D=0\\\mathbb {Z} \cdot (1,1)+{\sqrt {D}}(\mathbb {Z} ^{2})&{\sqrt {D}}\in \mathbb {Z} \setminus \{0\}\\\mathbb {Z} \left[{\frac {D+{\sqrt {D}}}{2}}\right]&{\sqrt {D}}\not \in \mathbb {Z} \end{cases}}}
- {\displaystyle A}-가군 {\displaystyle M} 가운데 아벨 군으로서 {\displaystyle \mathbb {Z} ^{2}}이며, {\displaystyle \operatorname {tr} _{A/\mathbb {Z} }\colon A\to \mathbb {Z} }가 {\displaystyle \operatorname {tr} _{M/\mathbb {Z} }\colon A\to \mathbb {Z} }가 같은 것 (둘째 조건은 {\displaystyle M}이 {\displaystyle A}-아이디얼일 경우 자동적으로 충족된다).

특히, {\displaystyle D\neq 0}일 때, {\displaystyle M}은 항상 {\displaystyle A_{D}}의 아이디얼과 동형이다. 그러나 {\displaystyle D=0}일 경우 일반적으로 {\displaystyle M}은 아이디얼로 나타낼 수 없다. 예를 들어, 값이 0인 상수 이차 형식의 경우 {\displaystyle A_{0}=\mathbb {Z} [t]/(t^{2})}이며 {\displaystyle M=\mathbb {Z} x\oplus \mathbb {Z} y}, {\displaystyle tx=ty=0_{M}}이다.
{\displaystyle \mathbb {Z} } 위의 이차 형식의 {\displaystyle \operatorname {GL} (2;\mathbb {Z} )}-동치류를 분류하려면, {\displaystyle (A,M)} 및 {\displaystyle M}의 방향 {\displaystyle \epsilon \in \{\pm 1\}}을 사용하여야 한다.

### 정역의 경우
가환환 {\displaystyle R}가 정역일 때, {\displaystyle R} 계수의 비퇴화 2항 이차 형식의 경우, 이에 대응하는 이차 대수 {\displaystyle A} 및 {\displaystyle A}-가군 {\displaystyle M}에 대하여, {\displaystyle M}은 항상 {\displaystyle A}의 아이디얼과 동형이다. 따라서, 이 경우 가군 대신 아이디얼들의 유군을 사용할 수 있다.

## 역사
카를 프리드리히 가우스가 1801년에 도입하였다. 가우스는 정수 계수 2항 이차 형식에 대하여 연구하였으나, 이는 그 뒤 임의의 가환환 계수 및 스킴 계수의 2항 이차 형식에 대하여 일반화되었다.

## 같이 보기
- 페르마 두 제곱수 정리
- 르장드르 기호